# Alphabet analytique abkhaze
L’alphabet analytique abkhaze (Абхазский Аналитический Алфавит en russe), aussi appelé transcription japhétologique, est un système de transcription basé sur l’alphabet latin développé par Nicolas Marr initialement pour l’écriture du géorgien et de l’arménien, ensuite pour l’écriture des langues caucasiennes et en particulier pour l’écriture de l’abkhaze. Il a été utilisé à partir de 1926 pour l’écriture de l’abkhaze avant d’être remplacé par l’alphabet latin de Yakolev, éventuellement lui-même remplacé.

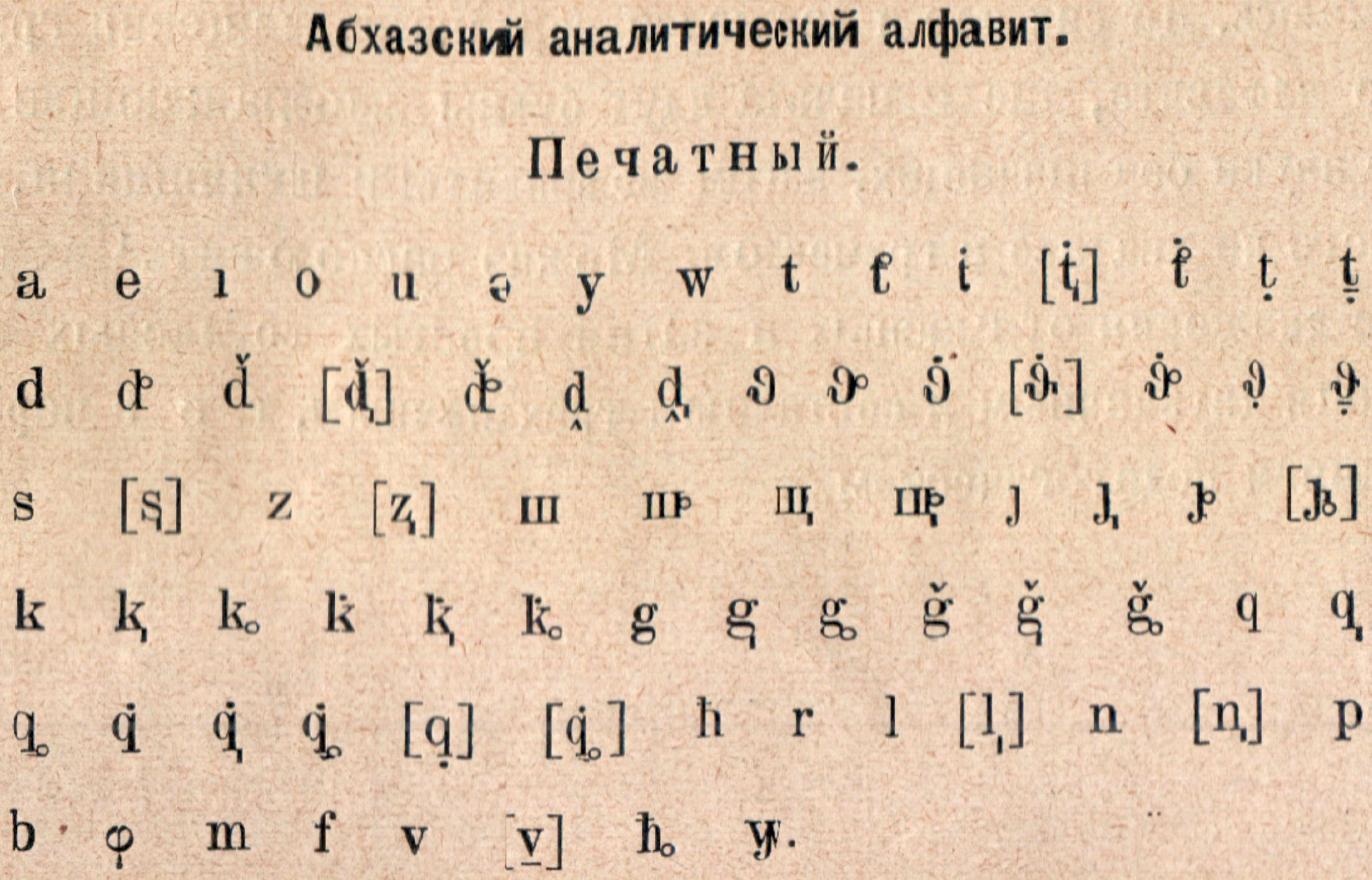
Alphabet analytique abkhaze en 1926.